# Taguedit
Taguedit (em árabe: تاقديت) é uma cidade e comuna localizada na província de Bouira, Argélia. Segundo o censo de 2008, a população total da cidade era de 10 562 habitantes.